# Sewarhi
Sewarhi è una suddivisione dell'India, classificata come nagar panchayat, di 19.763 abitanti, situata nel distretto di Kushinagar, nello stato federato dell'Uttar Pradesh.